# Gebäude der Wolga-Kama-Bank
Das Gebäude der Gebäude der Wolga-Kama-Bank (ukrainisch будинок Волзько-Камського банку) ist ein denkmalgeschütztes Gebäude im Stadtrajon Schewtschenko der ukrainischen Hauptstadt Kiew.
Das zwischen 1912 und 1914 auf dem Chreschtschatyk Nr. 10, dem Hauptstadtboulevard Kiews errichtete sechsstöckige Gebäude im Neo-Empirestil beherbergte die Kiewer Filiale der Wolga-Kama-Bank. Die Fassade des Hauses wird von drei original Basreliefs geschmückt, welche die drei römischen Götter Vulkan, Merkur und Neptun darstellen, die für Industrie, Handel und Schifffahrt stehen.
Es wurde vom russischen Architekten Pawel Andrejew (russisch: Павел Сергеевич Андреев), der auch die Kiew-Passage baute, errichtet.
Seit 1982 ist das Haus ein Architekturdenkmal.

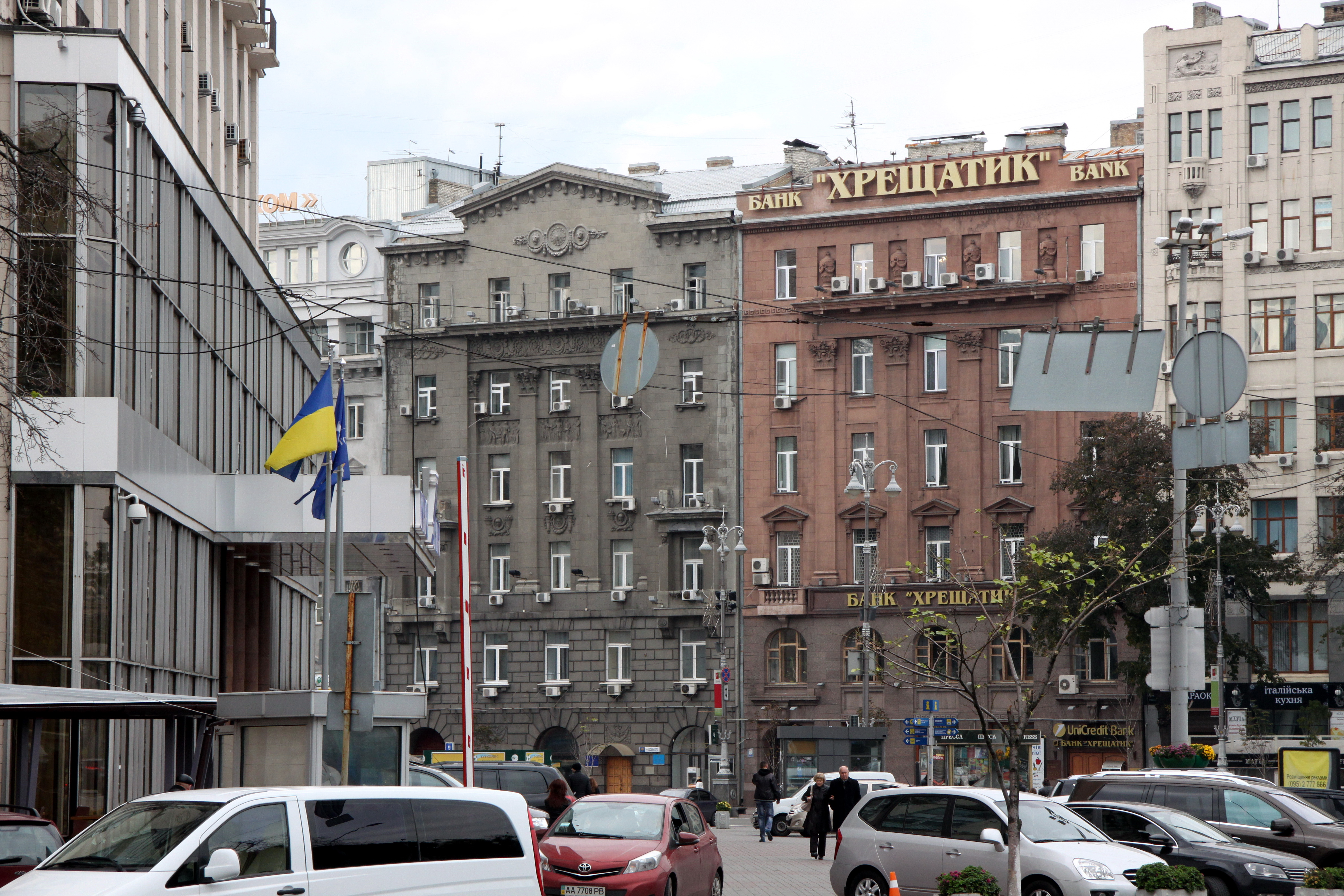
Gebäude vom Europäischen Platz aus gesehen. Rechts daneben das Gebäude der Sankt Petersburger Konto und Kreditbank